# El Carmen, San Luis Acatlán
El Carmen är en ort i Mexiko.   Den ligger i kommunen San Luis Acatlán och delstaten Guerrero, i den södra delen av landet, 290 km söder om huvudstaden Mexico City. El Carmen ligger 282 meter över havet och antalet invånare är 898.
Terrängen runt El Carmen är varierad. Runt El Carmen är det ganska glesbefolkat, med 34 invånare per kvadratkilometer. Närmaste större samhälle är San Luis Acatlán, 2,6 km öster om El Carmen. Omgivningarna runt El Carmen är en mosaik av jordbruksmark och naturlig växtlighet.